# Engstingen

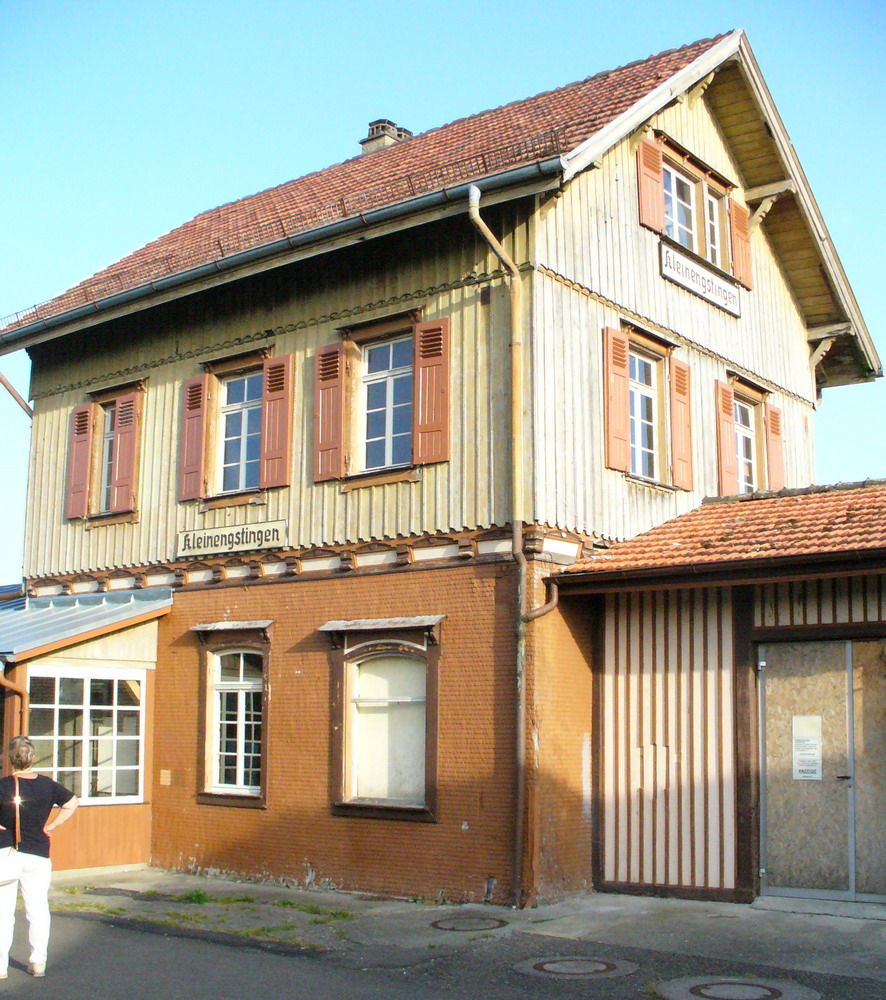
Dworzec kolejowy w dzielnicy Kleinengstingen

Engstingen – miejscowość i gmina w Niemczech, w kraju związkowym Badenia-Wirtembergia, w rejencji Tybinga, w regionie Neckar-Alb, w powiecie Reutlingen, siedziba wspólnoty administracyjnej Engstingen. Leży w Jurze Szwabskiej, ok. 13 km na południe od Reutlingen, przy drogach krajowych B312 i B313.

## Dzielnice
- Großengstingen
- Kleinengstingen
- Kohlstetten